# UFC Live: Sanchez vs. Kampmann
UFC Live: Sanchez vs. Kampmann è stato un evento di arti marziali miste organizzato dalla Ultimate Fighting Championship che si è tenuto il 3 marzo 2011 al KFC Yum! Center di Louisville, Stati Uniti.

## Retroscena
L'evento avrebbe dovuto ospitare la sfida tra Matt Brown e Mark Scanlon, ma prima Scanlon venne sostituito con Matt Riddle e poi Riddle stesso s'infortunò, causando l'annullamento del match.
Alessio Sakara, reduce da una serie di tre vittorie consecutive, avrebbe dovuto affrontare Maiquel Falcao, ma sia quest'ultimo che il suo sostituto Rafael Natal s'infortunarono, e così venne scelto come sfidante l'esordiente Chris Weidman: si tratta quindi dell'evento che vide il debutto del futuro campione dei pesi medi Weidman.
Rousimar Palhares avrebbe dovuto affrontare il connazionale Alexandre Ferreira, ma quest'ultimo diede forfait in quanto non era nelle condizioni di poter competere dopo aver perso la propria famiglia nell'alluvione del Brasile del 2011, e venne quindi rimpiazzato con David Branch.
Johny Hendricks e Paulo Thiago avrebbero dovuto sfidarsi in questo evento, ma un infortunio capitato a Thiago causò la cancellazione dell'incontro.
Takeya Mizugaki doveva vedersela con Francisco Rivera, ma a causa di un infortunio di quest'ultimo dovette affrontare il nuovo arrivo Reuben Duran.
Anche la sfida programmata tra Cub Swanson ed Erik Koch saltò per infortunio, in questo caso l'acciacco colpì Swanson.

## Risultati

### Card preliminare
- Incontro categoria Pesi Leggeri:  Joe Stevenson contro  Danny Castillo

Castillo sconfisse Stevenson per decisione unanime (30–27, 29–28, 29–28).
- Incontro categoria Pesi Mediomassimi:  Steve Cantwell contro  Cyrille Diabaté

Diabaté sconfisse Cantwell per decisione unanime (30–27, 30–25, 30–26).
- Incontro categoria Pesi Mediomassimi:  Igor Pokrajac contro  Todd Brown

Pokrajac sconfisse Brown per KO Tecnico (ginocchiata e pugni) a 5:00 del primo round.
- Incontro categoria Pesi Medi:  Rousimar Palhares contro  David Branch

Palhares sconfisse Branch per sottomissione (kneebar) a 1:44 del secondo round.
- Incontro categoria Pesi Medi:  Rob Kimmons contro  Yang Dongi

Yang sconfisse Kimmons per KO Tecnico (pugni) a 4:47 del secondo round.
- Incontro categoria Pesi Gallo:  Takeya Mizugaki contro  Reuben Duran

Mizugaki sconfisse Duran per decisione divisa (30–27, 27–30, 29–28).
- Incontro categoria Pesi Leggeri:  Thiago Tavares contro  Shane Roller

Roller sconfisse Tavares per KO (pugni) a 1:28 del secondo round.

### Card principale
- Incontro categoria Pesi Gallo:  Brian Bowles contro  Damacio Page

Bowles sconfisse Page per sottomissione (ghigliottina) a 3:30 del primo round.
- Incontro categoria Pesi Medi:  Alessio Sakara contro  Chris Weidman

Weidman sconfisse Sakara  per decisione unanime (30–27, 30–27, 30–27).
- Incontro categoria Pesi Medi:  CB Dollaway contro  Mark Muñoz

Muñoz sconfisse Dollaway per KO (pugni) a 0:54 del primo round.
- Incontro categoria Pesi Welter:  Diego Sanchez contro  Martin Kampmann

Sanchez sconfisse Kampmann per decisione unanime (29–28, 29–28, 29–28).

## Premi
I seguenti lottatori sono stati premiati con un bonus di 160.000 dollari per il Fight of the Night e con un bonus di 40.000 dollari per gli altri riconoscimenti:
- Fight of the Night:  Diego Sanchez contro  Martin Kampmann
- Knockout of the Night:  Shane Roller
- Submission of the Night:  Brian Bowles